# فروشگاه بزرگ (فیلم)
فروشگاه بزرگ (ایتالیایی: Grandi magazzini) یک فیلم کمدی ایتالیایی به کارگردانی کاستلانو و پیپولو است که در سال ۱۹۸۶ منتشر شد.

## بازیگران
- انریکو مونتسانو
- پائولو ویلاجیو
- لینو بانفی
- رناتو پوتسِـتو
- آلساندرو هابر
- لائورا آنتونلی
- جیجی ردر
- میکله پلاچیدو
- سیمونتا استفانلی
- پائولو پانلی
- نینو مانفردی
- لئو گولوتا
- ماتیا اسبراجا
- کلاودیو بوتوسو
- اورنلا موتی
- کریستین دسیکا
- فرانچسکا دلارا
- ایوا گریمالدی
- سابرینا سالرنو
- فرانکو فابریتسی
- یایا فورته
- رزآنا بانفی
- ایزابلا بیاجینی
- آنتونلا استنی
- سوفیا لومباردو
- ویتوریا دی سیلوریو
- جانی بوناگورا
- دینو کاسیو
- انیو آنتونلی
- ماسیمو چاوارو
- کارلو والی
- ماسیمو بولدی
- پپه لانتـسِـتا
- ویکتور کاوالو
- تئو تئوکولی